# Bahnstrecke Gumbinnen–Goldap
| Bahnhofsgebäude in Tschistyje Prudy (Tollmingkehmen/Tollmingen) |                      |                                              |                                              |
| Kursbuchstrecke: | DR 119d (1934)       |                                              |                                              |
| Streckenlänge: | 90,1 km              |                                              |                                              |
| Spurweite: | 1435 mm (Normalspur) |                                              |                                              |
| |                      |                                              |                                              |
| \| \| \| von Eydtkuhnen/Eydtkau (Tschernyschewskoje) \| \| \| \| 0,0 \| Gumbinnen \| (Gussew) \| \| \| \| nach Königsberg (Kaliningrad) \| \| \| \| \| nach Angerburg (Węgorzewo) \| \| \| \| 6,3 \| Plicken \| Plicken \| \| \| 9,5 \| Perkallen/Husarenberg \| Perkallen/Husarenberg \| \| \| 12,9 \| Walterkehmen/Großwaltersdorf \| (Olchowatka) \| \| \| 19,2 \| Meldienen/Gnadenheim \| Meldienen/Gnadenheim \| \| \| \| von Goldap (Gołdap) \| \| \| \| 25,5 \| Tollmingkehmen/Tollmingen \| (Tschistyje Prudy) \| \| \| \| nach Stallupönen/Ebenrode (Nesterow) \| \| \| \| 30,1 \| Schackummen/Eichkamp \| Schackummen/Eichkamp \| \| \| 35,0 \| Mehlkehmen/Birkenmühle \| (Kalinino) \| \| \| 38,8 \| Nassawen \| (Lessistoje) \| \| \| 44,5 \| Kuiken/Albrechtsrode \| Kuiken/Albrechtsrode \| \| \| \| heute Staatsgrenze Russland/Polen \| \| \| \| 50,6 \| Szittkehmen/Schittkehmen/Wehrkirchen \| (Żytkiejmy) \| \| \| 54,5 \| Keppurdeggen/Kühlberg \| (Łysogóra) \| \| \| 57,8 \| Pablindszen/Pablindschen/Zollteich \| (Pobłędzie) \| \| \| \| \| \| \| \| \| Blaskowizna \| \| \| \| \| Bachanowo \| \| \| \| 61,9 \| Gollubien/Unterfelde \| (Golubie) \| \| \| \| Viadukt über die Blinde \| \| \| \| 67,6 \| Blindgallen/Schneegrund \| (Błąkały) \| \| \| 73,2 \| Dubeningken/Dubeningen \| (Dubeninki) \| \| \| 78,1 \| Meschkrupchen/Meschen \| (Meszno) \| \| \| 81,0 \| Rakowken/Stoltznersdorf \| (Rakówek) \| \| \| \| Bahnstrecke von Lyck (Ełk) \| \| \| \| 86,0 \| Buttkuhnen/Bodenhausen (Ostpr.) \| (Botkuny) \| \| \| \| nach und von Stallupönen/Ebenrode (Nesterow) \| \| \| \| 90,1 \| Goldap \| (Gołdap) \| \| \| \| nach Angerburg (Węgorzewo) \| \| \| \| \| nach Insterburg (Tschernjachowsk) \| \| |                      |                                              |                                              |
| Strecke |                      | von Eydtkuhnen/Eydtkau (Tschernyschewskoje)  | von Eydtkuhnen/Eydtkau (Tschernyschewskoje)  |
| Bahnhof | 0,0                  | Gumbinnen                                    | (Gussew)                                     |
| Abzweig ehemals geradeaus und nach rechts |                      | nach Königsberg (Kaliningrad)                | nach Königsberg (Kaliningrad)                |
| Abzweig geradeaus und nach rechts (Strecke außer Betrieb) |                      | nach Angerburg (Węgorzewo)                   | nach Angerburg (Węgorzewo)                   |
| Haltepunkt / Haltestelle (Strecke außer Betrieb) | 6,3                  | Plicken                                      | Plicken                                      |
| Bahnhof (Strecke außer Betrieb) | 9,5                  | Perkallen/Husarenberg                        | Perkallen/Husarenberg                        |
| Bahnhof (Strecke außer Betrieb) | 12,9                 | Walterkehmen/Großwaltersdorf                 | (Olchowatka)                                 |
| Bahnhof (Strecke außer Betrieb) | 19,2                 | Meldienen/Gnadenheim                         | Meldienen/Gnadenheim                         |
| Abzweig geradeaus und von rechts (Strecke außer Betrieb) |                      | von Goldap (Gołdap)                          | von Goldap (Gołdap)                          |
| Bahnhof (Strecke außer Betrieb) | 25,5                 | Tollmingkehmen/Tollmingen                    | (Tschistyje Prudy)                           |
| Abzweig geradeaus und nach links (Strecke außer Betrieb) |                      | nach Stallupönen/Ebenrode (Nesterow)         | nach Stallupönen/Ebenrode (Nesterow)         |
| Bahnhof (Strecke außer Betrieb) | 30,1                 | Schackummen/Eichkamp                         | Schackummen/Eichkamp                         |
| Bahnhof (Strecke außer Betrieb) | 35,0                 | Mehlkehmen/Birkenmühle                       | (Kalinino)                                   |
| Bahnhof (Strecke außer Betrieb) | 38,8                 | Nassawen                                     | (Lessistoje)                                 |
| Bahnhof (Strecke außer Betrieb) | 44,5                 | Kuiken/Albrechtsrode                         | Kuiken/Albrechtsrode                         |
| Grenze (Strecke außer Betrieb) |                      | heute Staatsgrenze Russland/Polen            | heute Staatsgrenze Russland/Polen            |
| Bahnhof (Strecke außer Betrieb) | 50,6                 | Szittkehmen/Schittkehmen/Wehrkirchen         | (Żytkiejmy)                                  |
| Bahnhof (Strecke außer Betrieb) | 54,5                 | Keppurdeggen/Kühlberg                        | (Łysogóra)                                   |
| Bahnhof (Strecke außer Betrieb) | 57,8                 | Pablindszen/Pablindschen/Zollteich           | (Pobłędzie)                                  |
| Abzweig geradeaus und nach links (Strecke außer Betrieb) · Strecke von rechts (außer Betrieb) |                      |                                              |                                              |
| Strecke (außer Betrieb) · Dienststation / Betriebs- oder Güterbahnhof (Strecke außer Betrieb) |                      | Blaskowizna                                  | Blaskowizna                                  |
| Strecke (außer Betrieb) · Betriebs-/Güterbahnhof Streckenende (Strecke außer Betrieb) |                      | Bachanowo                                    | Bachanowo                                    |
| Haltepunkt / Haltestelle (Strecke außer Betrieb) | 61,9                 | Gollubien/Unterfelde                         | (Golubie)                                    |
| Brücke über Wasserlauf (Strecke außer Betrieb) |                      | Viadukt über die Blinde                      | Viadukt über die Blinde                      |
| Bahnhof (Strecke außer Betrieb) | 67,6                 | Blindgallen/Schneegrund                      | (Błąkały)                                    |
| Bahnhof (Strecke außer Betrieb) | 73,2                 | Dubeningken/Dubeningen                       | (Dubeninki)                                  |
| Haltepunkt / Haltestelle (Strecke außer Betrieb) | 78,1                 | Meschkrupchen/Meschen                        | (Meszno)                                     |
| Haltepunkt / Haltestelle (Strecke außer Betrieb) | 81,0                 | Rakowken/Stoltznersdorf                      | (Rakówek)                                    |
| Abzweig geradeaus und von links (Strecke außer Betrieb) |                      | Bahnstrecke von Lyck (Ełk)                   | Bahnstrecke von Lyck (Ełk)                   |
| Bahnhof (Strecke außer Betrieb) | 86,0                 | Buttkuhnen/Bodenhausen (Ostpr.)              | (Botkuny)                                    |
| Abzweig geradeaus, nach rechts und von rechts (Strecke außer Betrieb) |                      | nach und von Stallupönen/Ebenrode (Nesterow) | nach und von Stallupönen/Ebenrode (Nesterow) |
| Bahnhof (Strecke außer Betrieb) | 90,1                 | Goldap                                       | (Gołdap)                                     |
| Abzweig geradeaus und nach links (Strecke außer Betrieb) |                      | nach Angerburg (Węgorzewo)                   | nach Angerburg (Węgorzewo)                   |
| Strecke (außer Betrieb) |                      | nach Insterburg (Tschernjachowsk)            | nach Insterburg (Tschernjachowsk)            |

Mit dem Bau der Bahnstrecke Gumbinnen–Goldap wurde 1907 begonnen, ihre Fertigstellung erfolgte erst 1927.

## Geschichte
1860 erhielt die Stadt Gumbinnen (russisch Gussew) Anschluss an das Schienennetz, als der letzte Bauabschnitt der Preußischen Ostbahn von Königsberg (Preußen) (Kaliningrad) nach Eydtkuhnen (1938 bis 1946: Eydtkau, russisch Tschernyschewskoje) fertiggestellt wurde.

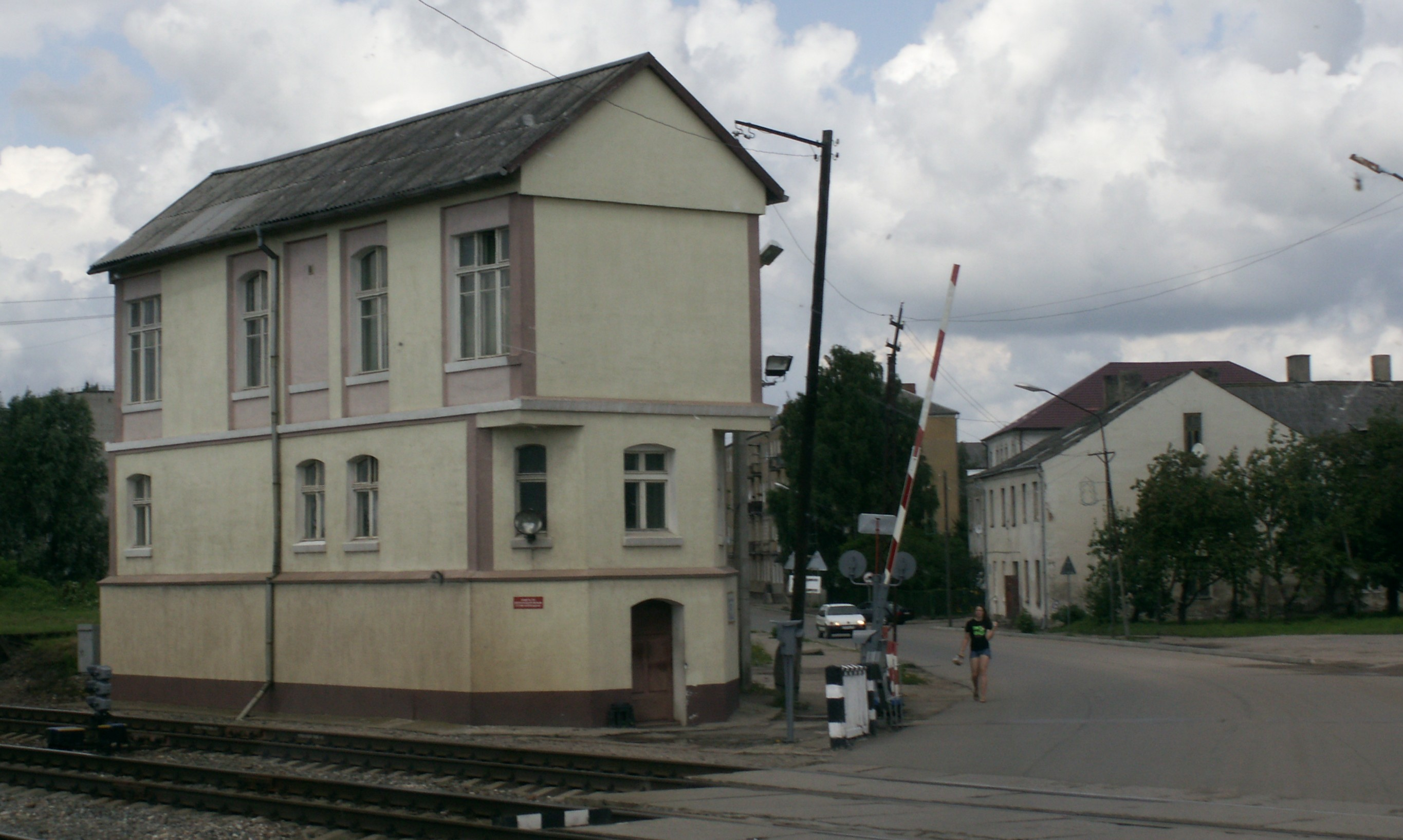
Altes Stellwerkgebäude in Gussew (Gumbinnen)

Schon bald reifte der Entschluss, von Gumbinnen aus eine Verbindung zur touristisch attraktiven Rominter Heide (russisch Krasny Les, polnisch Puszcza Romincka) herzustellen. Erst 1904 wurden hierfür die Gelder bereitgestellt und 1907 wurde der erste Streckenabschnitt von Gumbinnen nach Tollmingkehmen (1938 bis 1946: Tollmingen, russisch Tschistyje Prudy) gebaut. In Tollmingkehmen kreuzte die Bahnlinie die bereits 1901 gebaute Bahnstrecke Goldap–Stallupönen.
Es sollte nur ein Jahr dauern, bis der zweite Streckenabschnitt von Tollmingkehmen nach Szittkehmen (1938 bis 1946: Wehrkirchen,  polnisch Żytkiejmy) in Betrieb ging und das Ziel der Anbindung der Rominter Heide erreicht werden konnte.
Im Süden der Rominter Heide ließ Kaiser Wilhelm II. das Jagdschloss Rominten errichten. Es lag in einer bevorzugten Gegend für kaiserliche und preußische Staatsjagden. Reichsjägermeister Hermann Göring suchte sich später die Rominter Heide als Ziel seiner Jagdunternehmungen. 
Dies war Grund genug, eine Bahnstrecke anzulegen, die den Namen „Kaiserbahn“ erhielt. Sie führte von der Kreisstadt Goldap bis nach Szittkehmen, wo sie in die Bahnstrecke von Gumbinnen überging. Ihre Fertigstellung erfolgte in drei Teilabschnitten: 1923 von Goldap bis nach Dubeningken (1938 bis 1945: Dubeningen, polnisch Dubeninki), 1926 von Dubeningken nach Blindgallen (1938 bis 1945: Schneegrund, polnisch Błąkały) und 1927 von Blindgallen nach Szittkehmen.
1941 wurde eine Güterstichbahn nach Bachanowo eröffnet, ein geplanter Weiterbau nach Sudauen unterblieb.
Die 90,1 Kilometer lange Gesamtstrecke unterstand vor 1945 der Reichsbahndirektion Königsberg (Preußen). Sie durchlief die Kreise Gumbinnen, Stallupönen (1938 bis 1945: Ebenrode) und Goldap. 

## Heutiger Zustand

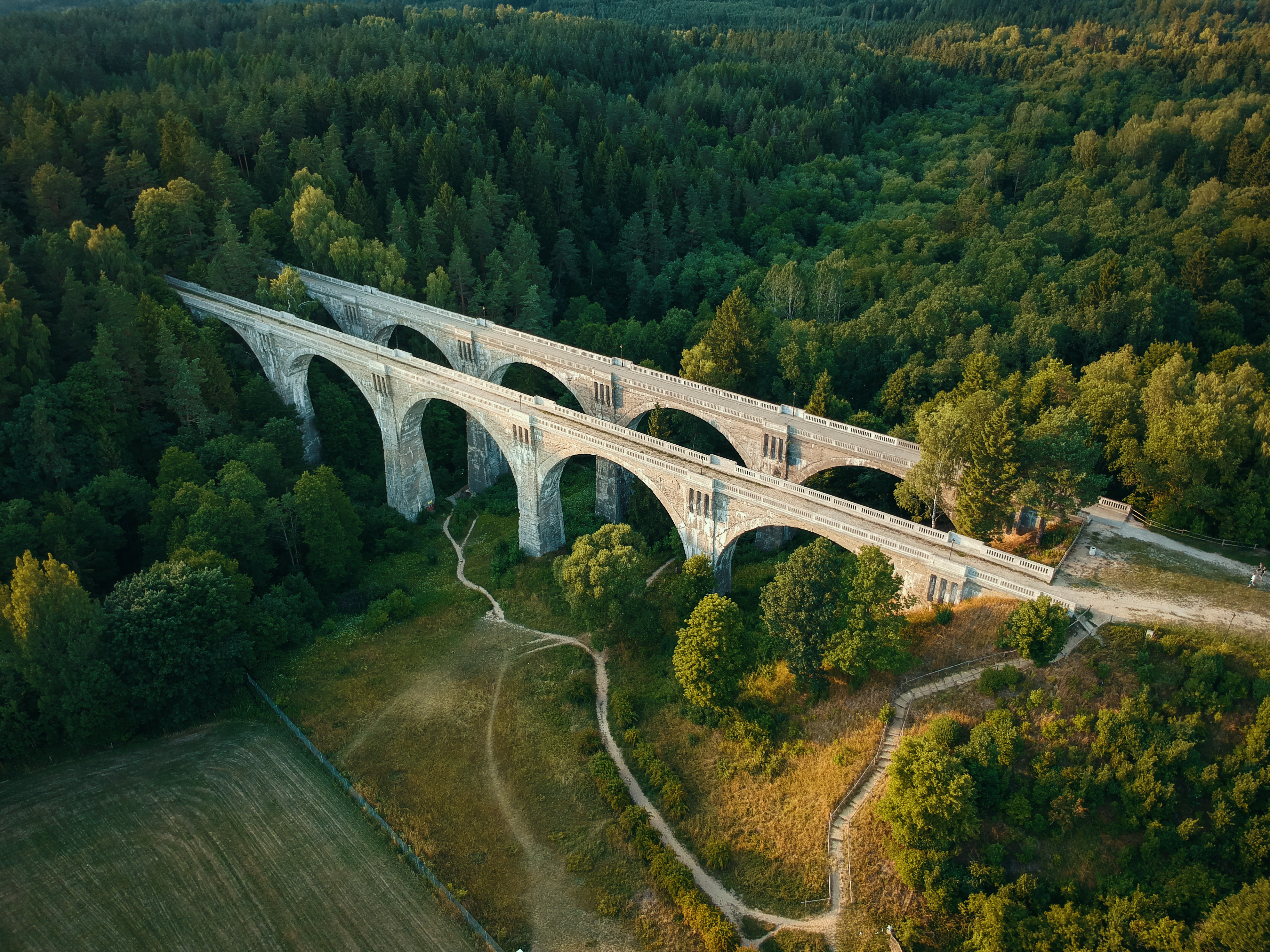
Der Doppelviadukt von Stańczyki (Staatshausen)

Die Bahnstrecke wurde nach Kriegszerstörungen nicht wieder in Betrieb genommen und ist sowohl auf russischem als auch auf polnischem Gebiet abgebaut. Zu beiden Seiten der Grenze erinnern noch Ruinen einstiger Viadukte über die Rominte an die einstige Bahnlinie bei Olchowatka (Großwaltersdorf/Walterkehmen) in Russland und in Polen bei Stańczyki (Staatshausen), Kiepojcie (Eszergallen), Barcie (Thewelkehmen) und Jurkiszki (Jörkischken); drei dieser Brücken sind Doppelviadukte und 1917/1918 gebaut. Erhalten sind beispielsweise eine Brücke über einen Bach bei Jemeljanowka (Schackummen/Eichkamp), über eine Straße bei Kalinino (Mehlkehmen/Birkenmühle) sowie mehrere Straßenbrücken über die Bahnstrecke.